# Erchanger
Erchanger (ook Erchangar II) (terechtgesteld 21 januari 917, mogelijk in Aldingen bij Spaichingen) was zendgraaf, paltsgraaf van Zwaben en van 915-917 hertog van Zwaben. 
Zijn ouders waren waarschijnlijk de Zwabische paltsgraaf Berchthold I (ook wel Erchanger I genoemd) (rond 880/892) en een dochter van de Etichoonse Erchanger (de Jongere) (gestorven ca. 864), graaf van de Elzas (andere bronnen noemen Gisela van Oost-Franken (840-891), dochter van koning Lodewijk de Duitser als zijn moeder), en daardoor lid van het geslacht van de Ahalolfingen. Zijn zuster Cunigunde trouwde met markgraaf Luitpold van Karantanië en in haar tweede huwelijk met Koenraad I van Franken. Zijn broer was Berchthold. Erchangers vrouw heette Bertha (gestorven 966).